# Dipsaceae
Dipsaceae je tribus kozokrvnica raširen po Euroaziji i Africi. Pripadaju mu dva roda sa 121 priznatom vrstom jednogodišnjeg i dvogodišnjeg raslinja i trajnica

## Rodovi
1. Cephalaria Schrad. (102 spp.), glavatka
2. Succisa Haller (3 spp.), Preskoč
3. Succisella Beck (5 spp.), Preskočica
4. Knautia L. (61 spp.), Prženica
5. Dipsacus L. (19 spp.), češljugovina